# Krowiarki
Krowiarki (deutsch Preußisch Krawarn) ist ein Ort in der Landgemeinde Pietrowice Wielkie (Groß Peterwitz) im Powiat Raciborski der Woiwodschaft Schlesien in Polen.

## Geografie

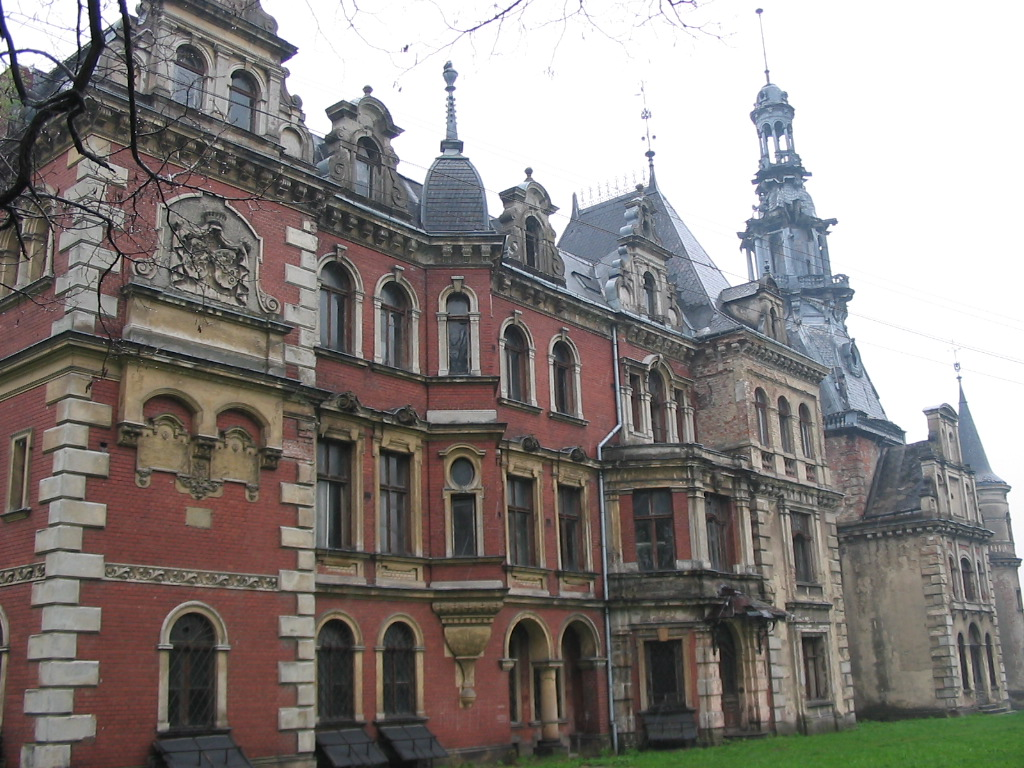
Schloss Preußisch Krawarn

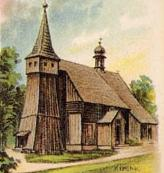
Schrotholzkirche

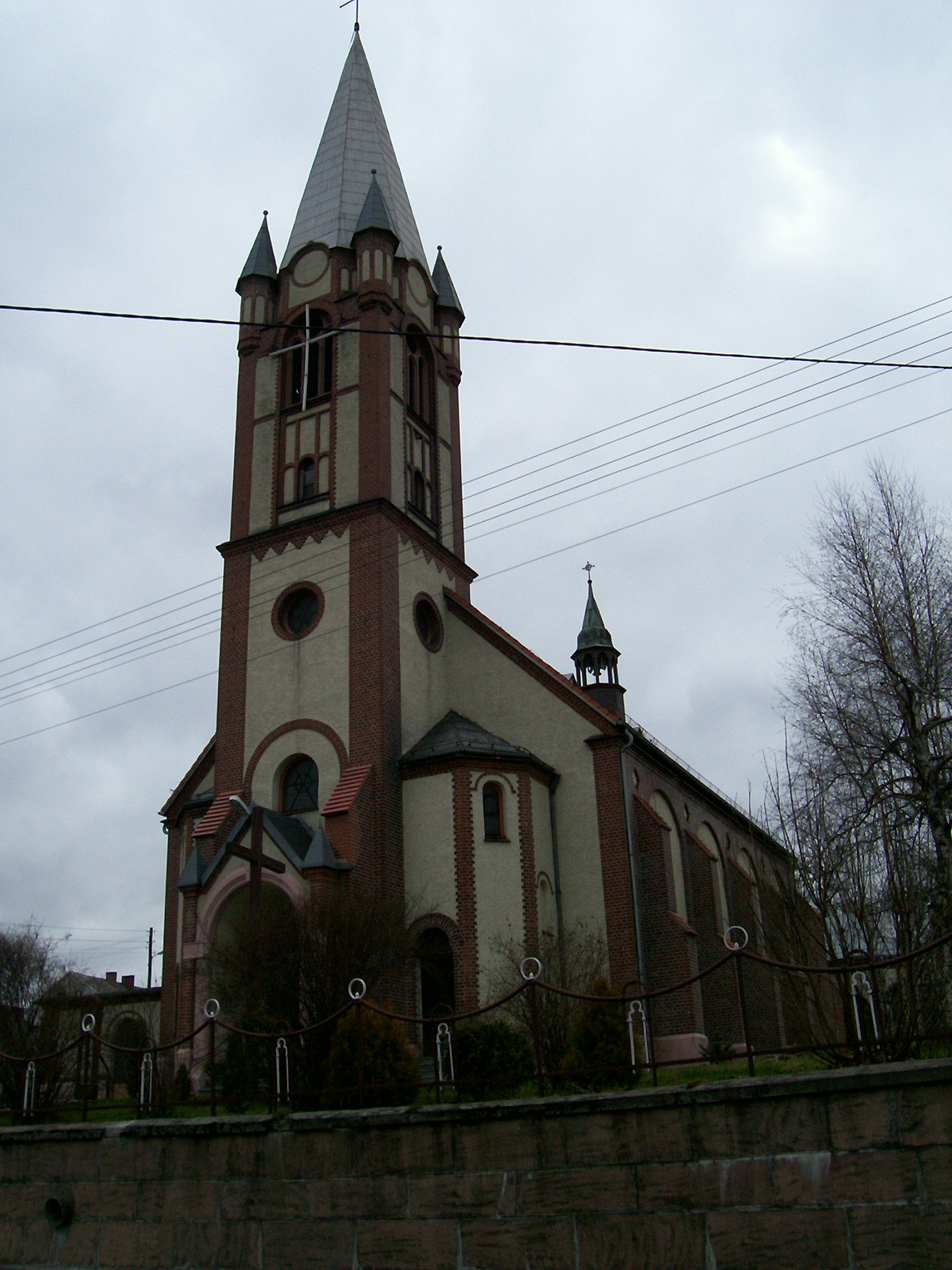
Mariä-Geburt-Kirche

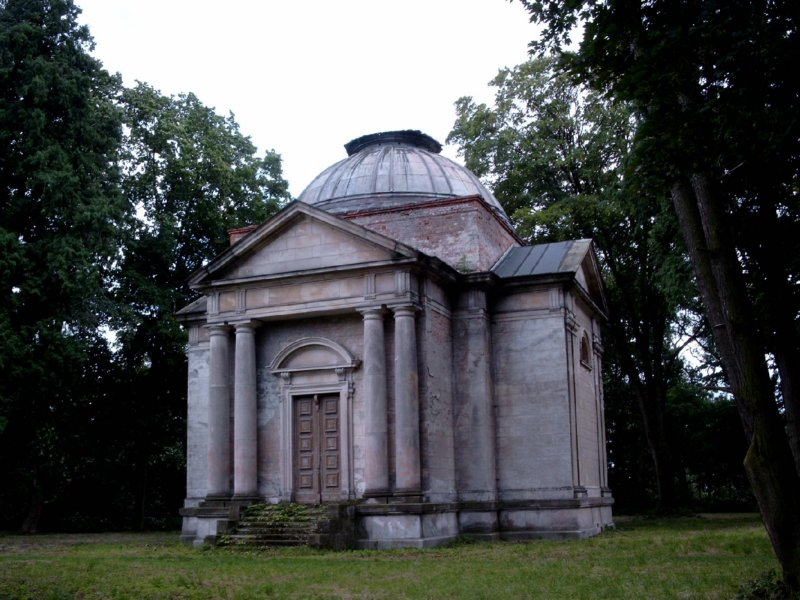
Mausoleum

Krowiarki liegt sechs Kilometer nördlich von Pietrowice Wielkie (Groß Peterwitz), 14 Kilometer nordwestlich von Racibórz (Ratibor) und 68 Kilometer westlich von Kattowitz in der Nähe der Landesgrenze zu Tschechien.

## Geschichte
Die Ortschaft entstand spätestens im 13. Jahrhundert. 1223 wurde der Ort erstmals urkundlich als „Caravar“ erwähnt. Aus verwaltungstechnischen Gründen erhielt der Ort 1702 den Namenszusatz Polnisch, zur Unterscheidung von Deutsch Krawarn im Herzogtum Jägerndorf.
Der Ort wurde 1784 im Buch Beytrage zur Beschreibung von Schlesien als Krawarn bzw. Pohlnisch Krawarn erwähnt, gehörte einem Generalleutnant von Dallwig und lag im Fürstentum Ratibor. Damals hatte er 394 Einwohner, zwei Vorwerke, eine Kirche, eine Schule, 16 Bauern, 42 Gärtner und sechs Häusler. 1865 bestand Polnisch Krawarn aus einem Rittergut und einem Kirchdorf. Das Rittergut gehörte einst dem Grafen von Strachwitz, 1842 erwarb es der Reichsgraf Amand von Gaschin (Freiherr von und zu Rosenberg) zusammen mit dem Rittergut Mackau. Zum Rittergut gehörte ein herrschaftliches Gestüt, eine Dampfbrennerei, eine Dampfmühle, sowie die Vorwerke Amandhof, Kopanina und Thurmas. Der Ort hatte zu diesem Zeitpunkt zwei Halbbauern, 42 Gärtnerstellen und 20 Häuslerstellen. 1914 wurde der Ort in Preußisch Krawarn umbenannt.
Bei der Volksabstimmung in Oberschlesien am 20. März 1921 stimmten vor Ort 474 Wahlberechtigte für einen Verbleib Oberschlesiens bei Deutschland und 27 für eine Zugehörigkeit zu Polen. Auf dem Gut stimmten 200 für Deutschland und zwei für Polen. Polnisch Krawarn verblieb nach der Teilung Oberschlesiens beim Deutschen Reich. Gegen 1923/1924 wurde der Name in Preußisch Krawarn geändert. Bis 1945 befand sich der Ort im Landkreis Ratibor.
1945 kam der bis dahin deutsche Ort unter polnische Verwaltung und wurde anschließend der Woiwodschaft Schlesien angeschlossen und ins polnische Krawarz Polski umbenannt. 1947 folgte die Umbenennung in Krowiarki. 1950 kam der Ort zur Woiwodschaft Oppeln, 1975 zur Woiwodschaft Kattowitz und 1999 zum wiedergegründeten Powiat Raciborski und zur Woiwodschaft Schlesien.

## Bauwerke und Denkmale
- Die römisch-katholische Mariä-Geburt-Kirche, erbaut von 1909 bis 1910 im neoromanischen Stil.[8][9][10]
- Das ehemalige Donnersmarck-Schloss. Erbaut 1678 und in den Jahren 1748, 1826, 1852–1887 und 1896 umgebaut. Hauptsächlich im Neorenaissance-Stil mit roter Ziegelsteinfassade und Putzelementen, sowie Einflüssen aus Barock, Rokoko und Manierismus.
- Das Mausoleum der Familie Henckel von Donnersmarck im klassizistischen Stil auf der Schlossanlage.
- Der weitläufige Schlosspark
- Barocke Skulptur des heiligen Johannes von Nepomuk
- Diverse Wegkreuze
- Teichlandschaft